# Вайнярдс (Флорида)
Вайнярдс (англ. Vineyards) — переписна місцевість (CDP) в США, в окрузі Колльєр штату Флорида. Населення — 3883 особи (2020).

## Географія
Вайнярдс розташований за координатами 26°13′49″ пн. ш. 81°43′40″ зх. д. / 26.23028° пн. ш. 81.72778° зх. д. (26.230410, -81.727851).  За даними Бюро перепису населення США в 2010 році переписна місцевість мала площу 5,86 км², з яких 5,06 км² — суходіл та 0,80 км² — водойми.

## Демографія
Згідно з переписом 2010 року, у переписній місцевості мешкало 3375 осіб у 1667 домогосподарствах у складі 1162 родин. Густота населення становила 576 осіб/км².  Було 2626 помешкань (448/км²).
Расовий склад населення:
| - 96,3 % — білих - 1,3 % — азіатів - 0,9 % — чорних або афроамериканців - 0,1 % — вихідців з тихоокеанських островів - 0,1 % — корінних американців |

До двох чи більше рас належало 0,9 %. Частка іспаномовних становила 4,6 % від усіх жителів.
За віковим діапазоном населення розподілялося таким чином: 11,4 % — особи молодші 18 років, 40,3 % — особи у віці 18—64 років, 48,3 % — особи у віці 65 років та старші. Медіана віку мешканця становила 64,2 року. На 100 осіб жіночої статі у переписній місцевості припадало 88,5 чоловіків;  на 100 жінок у віці від 18 років та старших — 86,6 чоловіків також старших 18 років.
Середній дохід на одне домашнє господарство  становив 124 694 долари США (медіана — 80 180), а середній дохід на одну сім'ю — 138 619 доларів (медіана — 85 691). За межею бідності перебувало 7,4 % осіб, у тому числі 0,0 % дітей у віці до 18 років та 4,4 % осіб у віці 65 років та старших.
Цивільне працевлаштоване населення становило 1359 осіб. Основні галузі зайнятості: мистецтво, розваги та відпочинок — 20,0 %, освіта, охорона здоров'я та соціальна допомога — 19,5 %, науковці, спеціалісти, менеджери — 15,0 %, фінанси, страхування та нерухомість — 14,1 %.